# Домри
Домри́ (фр. Dommery) — коммуна во Франции, находится в регионе Шампань — Арденны. Департамент — Арденны. Входит в состав кантона Синьи-л’Аббеи. Округ коммуны — Шарлевиль-Мезьер.
Код INSEE коммуны — 08141.
Коммуна расположена приблизительно в 180 км к северо-востоку от Парижа, в 85 км севернее Шалон-ан-Шампани, в 21 км к юго-западу от Шарлевиль-Мезьера.

## Население
Население коммуны на 2008 год составляло 194 человека.
| 1962 | 1968 | 1975 | 1982 | 1990 | 1999 | 2008 |
| ---- | ---- | ---- | ---- | ---- | ---- | ---- |
| 162  | 191  | 164  | 150  | 166  | 175  | 194  |

## Администрация
| Период | Период | Фамилия       | Партия | Должность |
| ------ | ------ | ------------- | ------ | --------- |
| 1945   | 1972   | Эмиль Сенжери |        |           |
| 1972   | 2014   | Ги Морле      |        |           |

## Экономика
В 2007 году среди 120 человек в трудоспособном возрасте (15—64 лет) 88 были экономически активными, 32 — неактивными (показатель активности — 73,3 %, в 1999 году было 76,9 %). Из 88 активных работали 78 человек (43 мужчины и 35 женщин), безработных было 10 (1 мужчина и 9 женщин). Среди 32 неактивных 10 человек были учениками или студентами, 16 — пенсионерами, 6 были неактивными по другим причинам.

## Достопримечательности
- Церковь Св. Марии Магдалины[фр.] (XVI век) — укреплённая церковь (веркирхе).

## Фотогалерея
- Церковь Св. Марии Магдалины
- Мэрия
- Придорожный крест
- Въезд в Домри